# Bầu cử lập pháp Algérie 2021
Cuộc bầu cử quốc hội bất thường được tổ chức tại Algérie vào ngày 12 tháng 6 năm 2021 để bầu ra tất cả 407 nghị sĩ Quốc hội Nhân dân. Ban đầu dự kiến diễn ra vào năm 2022, cuộc bầu cử được tổ chức sớm hơn sau khi sửa đổi hiến pháp được thông qua trong cuộc trưng cầu dân ý vào tháng 11 năm 2020.

## Kết quả
|                                  |                                           |            |        |     |     |
| Đảng                             | Đảng                                      | Phiếu bầu  | %      | Ghế | +/– |
|                                  | Mặt trận Giải phóng Dân tộc               | 287.828    | 6.24   | 98  | –66 |
|                                  | Phong trào Xã hội vì Hòa bình             | 208.471    | 4.52   | 65  | +32 |
|                                  | Mặt trận Toàn quốc Dân chủ                | 198.758    | 4.31   | 58  | –42 |
|                                  | Mặt trận Tương lai                        | 153.987    | 3.34   | 48  | +34 |
|                                  | Phong trào Xây dựng Đất nước              | 106.203    | 2.30   | 39  | Mới |
|                                  | Tiếng nói của Nhân dân                    | 13.103     | 0.28   | 3   | +2  |
|                                  | Đảng Tự do và Công lý                     | 10.618     | 0.23   | 2   | 0   |
|                                  | Mặt trận Algeria mới                      | 7.916      | 0.17   | 1   | 0   |
|                                  | Mặt trận Công lý và Phát triển            | 7.667      | 0.17   | 2   | –   |
|                                  | Bình minh Mới                             | 7.433      | 0.16   | 2   | Mới |
|                                  | Đảng Phẩm giá                             | 5.942      | 0.13   | 1   | –2  |
|                                  | Mặt trận Đại Thống trị                    | 3.724      | 0.08   | 2   | Mới |
|                                  | Jil Jadid                                 | 3.576      | 0.08   | 1   | Mới |
|                                  | Mặt trận Quốc gia Algérie                 | 1.207      | 0.03   | 1   | +1  |
|                                  | Danh sách độc lập thiểu số giành được ghế | 256.732    | 5.57   | 84  | +56 |
|                                  | Khác                                      | 3.337.487  | 72.39  | 0   | –   |
| Tổng cộng                        | Tổng cộng                                 | 4.610.652  | 100.00 | 407 | –55 |
|                                  |                                           |            |        |     |     |
| Phiếu bầu hợp lệ                 | Phiếu bầu hợp lệ                          | 4.610.652  | 82.01  |     |     |
| Phiếu bầu không hợp lệ/trống     | Phiếu bầu không hợp lệ/trống              | 1.011.749  | 17.99  |     |     |
| Tổng cộng phiếu bầu              | Tổng cộng phiếu bầu                       | 5.622.401  | 100.00 |     |     |
| Cử tri phiếu bầu đã đăng ký      | Cử tri phiếu bầu đã đăng ký               | 24.453.992 | 22.99  |     |     |
| Nguồn: Official Algerian Journal |                                           |            |        |     |     |